# کابینه حسان دیاب
در ۲۱ ژانویه ۲۰۲۰ یک دولت جدید با نخست‌وزیری حسان دیاب و با تأیید میشل عون در کشور لبنان تشکیل شد. دولت حسان دیاب زمانی تشکیل شد که پیش‌تر کابینه سعد حریری بخاطر اعتراضات مردمی این کشور مجبور به استعفا شده بود. تعداد وزرای زن حاضر در این کابینه در نوع خود در تاریخ لبنان کم‌نظیر بود.
در اوت ۲۰۲۰ (مرداد ۱۳۹۹) حسان دیاب اعلام کرد که بخاطر حادثه انفجار در بندر بیروت کل کابینه استعفا داده و میشل اون، رئیس‌جمهور این کشور هم استعفا را پذیرفت، اما قرار شد دولت او به‌طور موقت تا زمان تشکیل یک دولت جدید اداره امور لبنان را بدست بگیرند
میشل عون، رئیس‌جمهوری لبنان، در روز پنج‌شنبه ۲۲ اکتبر ۲۰۲۰ برابر با اول آبان ۱۳۹۹، سعد حریری نخست‌وزیر پیشین لبنان را بار دیگر به‌عنوان نخست‌وزیر لبنان معرفی کرد و خواهان تشکیل کابینه در اسرع وقت توسط وی شد.